# Cirrhilabrus johnsoni
Cirrhilabrus johnsoni es una especie de peces de la familia Labridae en el orden de los Perciformes.

## Morfología
Los machos pueden llegar alcanzar los 6 cm de longitud total.

## Distribución geográfica
Se encuentran en las islas Marshall.